# NGC 7138
NGC 7138 é uma galáxia espiral barrada (SBa) localizada na direcção da constelação de Pegasus. Possui uma declinação de +12° 30' 50" e uma ascensão recta de 21 horas, 49 minutos e 01,0 segundos.
A galáxia NGC 7138 foi descoberta em 3 de Agosto de 1864 por Albert Marth.